# Pralltriller
Een pralltriller (of praller) is een aanduiding voor een versiering van een noot in uitgeschreven bladmuziek. Afhankelijk van de muziekstijl wordt deze soms anders geïnterpreteerd maar de gebruikelijkste speelwijze is:
<genoteerde noot><halve of hele noot hoger><genoteerde noot>

Positie t.o.v. de notenbalk

(Bijvoorbeeld: praller op 'c' wordt dan: 'c-des-c' of 'c-d-c')
Meestal wordt met de hoofdnoot begonnen, zoals in bovenstaand voorbeeldje.
Als de noot voor de praller een andere noot is dan de bovensecunde, dan kan de praller ook beginnen op de hele of halve noot boven de hoofdnoot. Dan krijgt men deze volgorde voor de praller:
<halve of hele noot hoger><genoteerde noot><halve of hele noot hoger><genoteerde noot>
Staat bij de praller een mol, kruis of herstellingsteken dan slaat deze op de bovensecunde waarmee de praller wordt uitgevoerd. Voorbeeld: in een stukje in F-groot: de praller staat op de 'a', zonder toevoeging van een kruis, mol of herstellingsteken: de praller wordt dan: 'a-bes-a', want de 'bes' zit standaard in de toonladder van F. 
Als er nu bij de praller een herstellingsteken staat zou de praller 'a-b-a' worden, want de 'b' is dan de herstelde bovensecunde. Staat er een praller op 'g' in dezelfde toonladder, met bijvoorbeeld een mol erbij, dan wordt de praller 'g-as-g'.